# Battaglia della Lastra
La battaglia della Lastra fu un sanguinoso scontro avvenuto il 20 luglio del 1304 nelle vicinanze di Firenze nel corso del quale i guelfi bianchi sostenuti dai ghibellini di Arezzo e della Romagna, tentarono senza successo di rientrare a Firenze dopo l'esilio, ma vennero sconfitti dalla fazione dei guelfi neri. Gli aretini, forti di circa seimila fanti e circa seicento cavalieri, riuscirono ad entrare in città da Porta degli Spadari e diedero fuoco alle case. Il fuoco si ritorse contro gli assalitori che dovettero ritirarsi. Nel frattempo  gli aretini scardinarono i catenacci della Porta che terranno esposti per un secolo nel duomo di Arezzo.
Sugli Annali Aretini del tempo troviamo la seguente annotazione : “ … Allora l'esercito aretino andò a Firenze, nel mese di Luglio, volendo e credendo di prenderla, insieme ad una gran milizia di Bolognesi e di Romagnoli e con i Bianchi fiorentini, il cui capitano era Aghinulfo di Romena; e diedero battaglia alla porta e molti entrarono nella città ed estratta la porta dai cardini trasportarono il chiavistello della porta ad Arezzo. E il chiavistello con la toppa fu appeso nella chiesa cattedrale.... allora gli aretini riebbeno il castello di Laterina, che i Fiorentini avevano tenuto per quindici anni.” 
Dante Alighieri, anche lui guelfo bianco in esilio in quegli anni, ci narra le sorti di questa battaglia, funesta per molti degli esiliati ma alla quale Dante non prese parte, nel XVII canto del Paradiso ai versi 65-66:  Ma, poco appresso, ella, non tu, n'avrà rossa la tempia.
Nello stesso giorno della battaglia nasce il poeta Petrarca.